# SV Phileas Fogg
Studentenvereniging Phileas Fogg is een gemengde, traditionele Nederlandse studentenvereniging in Breda, is opgericht op 26 september 1966 en is daarmee, na C.R.&Z.V. Dudok van Heel (1905) de oudste studentenverenigingen van Breda. De vereniging staat open voor heel studerend Breda en is dus niet direct verbonden aan een studierichting of hogeschool. De verenigingsnaam is afgeleid van de hoofdpersoon uit het boek De reis om de wereld in tachtig dagen van de Franse schrijver Jules Verne.

## Activiteiten en organisatie
SV Phileas Fogg organiseert jaarlijks verschillende activiteiten, waaronder een introductieweekend, een kerstgala, een greppeltocht, de “Phileas Cup” en brengt een almanak uit. 
De leden van de vereniging zijn verenigd in disputen en jaarclubs. Phileas Fogg kent elf disputen: zes heren- en vijf damesdisputen. Ieder dispuut organiseert jaarlijks activiteiten, borrels en feesten.

### Disputen
- Dames Sophisticats 1986
- Heeren FIOD V 1989
- Dames PEPE 1989
- Herendispuut De Frisse Jongens 1990
- Herendispuut Matador 1992
- Herendispuut Dutch Intelligence 1992
- Damesdispuut Chique 1993
- Damesdispuut Dylectus 1994
- Herendispuut Dagobert 1994

### Genootschappen
- Heerengenootschap SWAF 1987
- Damesgenootschap Acidalia's 2012

## Sociëteit
Sociëteit de Bolleboos was van 1995 tot en met 2016 de sociëteit van Phileas Fogg en de enige studentensociëteit in het centrum van Breda. Het gebouw is toegankelijk voor alle studenten in deze stad. De sociëteit wordt geëxploiteerd door leden van Phileas Fogg. Elk halfjaar is er een nieuwe groep van leden van Phileas Fogg die samen het Sociëteitsbestuur vormen. In 2018 is er een nieuwe eigen sociëteit geopend: Passe Partout. Deze sociëteit is gevestigd aan de Havenmarkt van Breda. Echter duurde dit hoofdstuk tot het jaar 2023 waarna er een nieuwe thuishaven werd geopend, namelijk: Sociëteit De Parel.